# Lineville (Iowa)
Pour les articles homonymes, voir Lineville.
Lineville est une ville, du comté de Wayne en Iowa, aux États-Unis. Elle est incorporée le 6 novembre 1871.

## Source de la traduction
- (en) Cet article est partiellement ou en totalité issu de l’article de Wikipédia en anglais intitulé « Lineville, Iowa » (voir la liste des auteurs).